# Юрко Богун

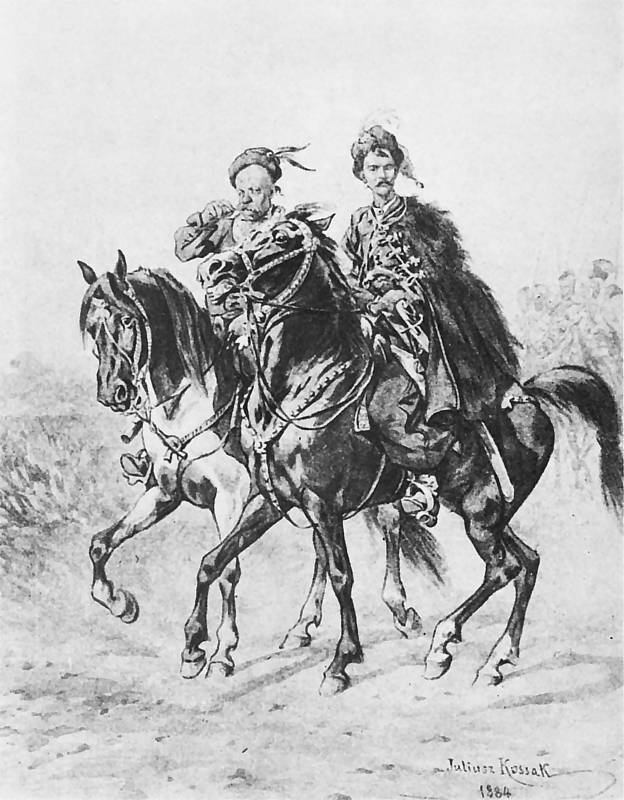
Богун и Заглоба. Рисунок худ.Ю. Коссака

Юрко Богун (пол. Jurko Bohun) – главный персонаж романа Генрика Сенкевича «Огнём и мечом». Персонаж основывается на исторической фигуре Ивана Богуна. В экранизации Ежи Гофмана роль Богуна сыграл российский актер Александр Домогаров.
Казацкий полковник и старшина, приятельствовал с братьями Курцевичами, влюблён в прекрасную княжну Елену Курцевич. Когда узнал, что она помолвлена с Яном Скшетуским, польским шляхтичем, гусарским офицером на службе князя Иеремии Вишневецкого, напал на Разлоги и убил княгиню, мать Елены, и её двух сыновей. Похищает Елену из Бара, где её от Богуна спрятал Ян Заглоба, и прячет у ведьмы Горпины.
В поединке с Михалом Володиевским получает тяжкие раны. В его лечении принимает участие слуга Скшетуского Жендзян, который узнаёт где Богун прячет Елену и спасает девушку, при этом убив ведьму.
В конце романа попадает в плен, из которого его освобождает Ян Скшетуский. 
После этого до самой смерти сражается против польской шляхты.